# Rhingia formosana
Rhingia formosana är en tvåvingeart som beskrevs av Tokuichi Shiraki 1930. Rhingia formosana ingår i släktet näbblomflugor, och familjen blomflugor.
Artens utbredningsområde är Taiwan. Inga underarter finns listade i Catalogue of Life.